# Biskopskrigen
Biskopskrigen (engelska: Bishops' Wars, latin: Bellum Episcopale) var två väpnade konflikter mellan Karl I av England och skotska presbyterianer 1639 och 1640, som lade grunden för det Engelska inbördeskriget.
Den skotska reformationen 1560 ledde till oenighet och mångårig oklarhet kring hur kyrkan skulle styras. Under 1580-talet framträdde två tydliga huvudmotståndare, presbyterianerna (som förordade att kyrkliga domstolar skulle leda kyrkan) och episkopalerna (som ville ha biskopsstyre). De sistnämnda backades upp kung Jakob VI som sagt "utan biskop - ingen kung". I början av sextonhundratalet återinsatte Jakob en rad biskopar och under 1630-talet började han utse dem till medlemmar av Högsta rådet (regeringens högsta utövande organ i Skottland) samtidigt som många adelsmän lämnades utanför detsamma. 1635 utnämndes ärkebiskop John Spottiswood till rikskansler. Denna utveckling upplevdes som ett hot av den skotska adeln.
År 1637 beslutade Jakob VI:s son, Karl I, att införa en ny anglikanskt inspirerad bönebok i den Skotska kyrkan. I februari 1638 gjorde presbyterianerna och adelsmännen gemensam sak och presenterade ett manifest i vilket man tog avstånd från kungens alla försök till "anglifiering" av kyrkan. I november samma år beslutade kyrkans generalförsamling att avsatta alla biskoparna. Kung Karl krävde att detta beslut skulle upphävas men presbyterianerna vägrade. Kriget var ett faktum.

## Första biskopskriget
Sommaren 1639 samlade Karl I en armé på 20 000 soldater och marscherade mor den skotska gränsen. Vid floden Tweed mötte han de skotska motståndsstyrkorna under ledning av general Alexander Leslie. De båda arméerna slog läger på var sin sida om floden. De var båda dåligt utrustade och sjukdomsdrabbade och ovilliga att gå till attack.
Man enades därför om fredsavtalet i Berwick den 18 juni, enligt vilket båda parter skulle upplösa sina arméer och kungen gav den Skotska kyrkans generalförsamling och det skotska parlamentet rätt att samlas.
Den nya generalförsamlingen vidhöll besluten från den första och parlamentet gick ännu längre och avsade sig all kunglig övermakt.

## Andra biskopskriget
Detta var oacceptabelt för kungen. Han kallade samman det engelska parlamentet, för att få stöd för ett nytt krig mot Skottland. Han visade upp ett brev som skottarna skrivit till den franske kungen Ludvig XIII i vilket man begärde medling. Karl fick dock inte det parlamentariska stöd som han hoppats på. Detta uppmuntrade skottarna att gå till attack och tvinga kung Karl att ge sig på samtliga punkter.